# Francisco Antonio Manzanares
Francisco Antonio Manzanares (* 25. Januar 1843 in Abiquiú, Mexiko; † 17. September 1904 in Las Vegas, New Mexico) war ein US-amerikanischer Politiker. Zwischen 1884 und 1885 vertrat er das New-Mexico-Territorium als Delegierter im US-Repräsentantenhaus.

## Frühe Jahre und Aufstieg
Der im heutigen Rio Arriba County geborene Francisco Manzanares besuchte zunächst die spanischsprachigen Schulen seiner Heimat und lernte erst später Englisch. In den Jahren 1863 und 1864 studierte er an der Saint Louis University in Missouri. Danach begann er in Kansas City bei der Firma Chick, Browne and Co. zu arbeiten. Später wurde er Miteigentümer des Unternehmens, für das er in verschiedenen Gebieten im Mittleren Westen und im Westen der Vereinigten Staaten tätig wurde. So kam er auch wieder in das New-Mexico-Territorium. Dort half er beim Aufbau der Infrastruktur und war an der Gründung einiger Banken beteiligt.

## Politische Laufbahn
Francisco Manzanares wurde Mitglied der Demokratischen Partei. Im Jahr 1882 kandidierte er für das Amt des Delegierten im US-Repräsentantenhaus. Bei dieser Wahl unterlag er Tranquilino Luna. Manzanares erhob aber Einspruch gegen das Wahlergebnis, dem im März 1884 stattgegeben wurde. Somit konnte er zwischen dem 5. März 1884 und dem 3. März 1885 sein Territorium als Delegierter im Kongress vertreten. Im Jahr 1884 verzichtete er auf eine erneute Kandidatur.
Nach dem Ende seiner kurzen Amtszeit im Kongress widmete sich Manzanares wieder seinen geschäftlichen Interessen. Zwischen 1896 und 1897 war er Mitglied des Kreistags im San Miguel County (Board of County Commissioners). Francisco Manzanares verstarb im September 1904 und wurde in Las Vegas beigesetzt.